# Станіслав Кропілак
Станіслав Кропілак (Stanislav Kropilák, 10 червня 1955 — 14 жовтня 2022) — чехословацький баскетболіст.
Учасник Олімпійських Ігор 1976, 1980 років.
Срібний призер Чемпіонату Європи 1985 року, бронзовий призер 1977, 1981 років.